# アシュリン・ブルック
アシュリン・ブルック（Ashlynn Brooke、1985年8月14日 - ）は、アメリカ合衆国のポルノ女優・映画監督。代表作Ashlynn and Friends (#1-8, 2007年 - 2009年)とAshlynn Goes To College（#1-4、2007年 - 2008年）で知られる。

## 経歴
1985年8月14日、オクラホマ州オクラホマ郡チョクトーに生まれる。出生名Ashley Stewart。この町で育つ。2003年にハイスクールを卒業するが、この年まで9年間チアリーダーとして活動。
Easy Rider MagazineおよびMagazin Galleryでヌードモデルのキャリア開始。2006年、最初に監督したハードコア映画は、ウェブサイトのBang Brosで発表され、後にDVDが発売された。この時期、彼女は最初の結婚と離婚を経験している。19歳の時に結婚したものの、21歳の時に離婚。子供は出来なかった。別れた原因は夫の言葉の暴力であったと主張。
2007年、スタジオDigital Sinおよびニュー・センセーションズと契約する。この頃、CTVテレビジョンネットワークのVenus Warsの司会者であり、Vavoom TVではDare 2 Bareという冠番組を持っていた。
2009年、Lesbian Fantasiesを監督（2010年の続編も同様）。
2010年1月、娘を出産した後、ポルノ業界を引退する。オクラホマ州オクラホマシティに夫と共に暮らす。
2013年、ゼネラルモーターズの乗用車・ビュイックのセールスレディとしての活動が確認されている。

### その他
バックチェリーのアルバム「ブラック・バタフライ」の収録曲「Too Drunk...」のMVに出演したこともある。これによって彼女の名はポルノ業界の外にも広まった。

## フィルモグラフィー
| 2010年 - The Office 2 A XxX Parody 2009年 - Young - 4 Pack | 2008年 - Young, Wet, Horny 4 | 2007年 - Who's the New Girl? 2 |

## 受賞歴

### 受賞
- 2007年 Adultcon Top 20 Adult Actresses[8]
- 2008年 AEBN - Best New Starlet[9]
- 2008年 F.A.M.E - Favorite Breasts[10]
- 2008年 Twistys Treat of the Month December 2008[11]
- 2009年 AVN - Best Interactive DVD - 『My Plaything: Ashlynn Brooke』[12]
- 2009年 AVN - Best New Series - 『Ashlynn Goes to College』[12]
- 2009年 AVN - Best Continuing Series - 『Ashlynn Goes to College』[12]
- 2009年 XRCO - Best Comedy - Non-Parody - 『Ashlynn Goes to College #2』[13]

### ノミネート
- 2007年 ナイトムーヴス賞 - Best New Starlet[14]
- 2007年 CAVR (Cyberspace Adult Video Reviews) - Newbie[15]
- 2008年 CAVR (Cyberspace Adult Video Reviews) - MVP[15]
- 2008年 AVN - Best New Starlet[16]
- 2008年 AVN - Best Tease Performance: "Ashlynn & Friends"[16]
- 2008年 AVN - Best Couples Sex Scene for Video: "Addicted Forever"（マーク・デイヴィスと）[16]
- 2008年 XRCO - Best new starlet[17]
- 2008年 XBIZ - New Starlet of the Year[18]
- 2009年 AVN - Best All-Girl Couples Sex Scene: "Addited 4" (ジェナ・ヘイズと)[19]
- 2009年 AVN - Female Performer of the Year[19]
- 2009年 AVN - Best Tease Performance: "My Plaything: Ashlynn Brooke"[19]
- 2009年 AVN - Best Supporting Actress: "Hearts and Minds II"[19]
- 2009年 AVN - Best POV Sex Scene: "Tommy Gunn: Point Blank POV"[19]